# Dioscorea cirrhosa
Dioscorea cirrhosa är en enhjärtbladig växtart som beskrevs av João de Loureiro. Dioscorea cirrhosa ingår i släktet Dioscorea och familjen Dioscoreaceae. Inga underarter finns listade i Catalogue of Life.